# Sansón y Dalila (Rubens)
Sansón y Dalila es una obra del pintor flamenco Peter Paul Rubens. Se trata de un óleo sobre lienzo que mide 185 cm de alto y 205 cm de ancho. Se conserva en la National Gallery de Londres (Reino Unido), que lo compró en 1980 por cinco millones de dólares. Data de alrededor de 1609 a 1610. 
La pintura representa un episodio del Antiguo Testamento, la historia de Sansón y Dalila (Jueces 16). Sansón, tras haberse enamorado de Dalila, le cuenta el secreto de su gran fuerza: su pelo sin cortar. Rubens representa el momento cuando, habiéndose dormido en el regazo de Dalila, un siervo le está cortando el pelo de Sansón. Después, un debilitado Sansón es arrestado por soldados filisteos. Los soldados se les puede ver en la parte del fondo a la derecha de la pintura.
Existen dos versiones de la escena en formato reducido, consideradas preparatorias para la versión de Londres: un dibujo a tinta sobre papel (Ámsterdam, colección privada) y una pintura sobre tabla, de factura abocetada, en el Museo de Arte de Cincinnati.

## Dudas sobre su autoría
Aunque el lienzo fue adquirido en 1980 como una obra atribuida a Pedro Pablo Rubens, lo cierto es que dicha atribución no existía antes de 1929, cuando Ludwig Burchard le otorgaría ese honor. El propio Borchardt resultó estar más tarde involucrado en una trama de atribuciones falsas con intereses económicos.

En opinión de varios expertos como la historiadora del arte Euphrosyne Doxiadis, Christopher Wright o el crítico Waldemar Januszczak, el cuadro carece de muchos de los elementos propios del pintor, incluida su pincelada característica, una destreza técnica equiparable a la mostrada por el maestro en otras obras o su paleta de colores habitual. "Todo está mal", afirma Dioaxis, en línea con los demás escépticos que coinciden en señalar la presencia tras este lienzo de una mano mucho menos hábil e inspirada que la del gran artista del barroco flamenco.
Entre tanto, la National Gallery ha defendido siempre la autenticidad incuestionable de su adquisición, si bien algunas decisiones recientes, como la sustitución del soporte de madera original por un blockboard moderno (desapareciendo así la información que pudira habernos prestado la madera primigenia) hace sospechar a algunos y mantiene vivo el debate.